# Pycnocoma reticulata
Pycnocoma reticulata là một loài thực vật có hoa trong họ Đại kích. Loài này được Baill. miêu tả khoa học đầu tiên năm 1861.